# Oxytropis carinthiaca
Oxytropis carinthiaca är en ärtväxtart som beskrevs av Fisch.. Oxytropis carinthiaca ingår i släktet klovedlar, och familjen ärtväxter. Inga underarter finns listade i Catalogue of Life.